# 完顏突合速
完颜突合速（1080年？—1151年？)，号龙虎大王。金国皇室、将领。

## 伐宋
金太宗天會三年（1125年）八月第一次伐北宋时是在完顏宗翰的西路軍中，以八謀克破石嶺關屯兵數萬，殺戮幾盡。師至太原，祁縣降而複叛，突合速攻下之。進取文水縣，後從諸帥列屯汾州之境。宋河東軍帥郝仲連、張思正，陝西軍帥張關索及其統制馬忠，合兵數萬來援，皆敗之。
完顏宗翰南伐至潞還，太原猶未下，即留完顏銀朮可總督諸軍，經略其地。於是，宋援兵大至，突合速從馬五、沃魯破宋兵四千于文水。聞宋將黃迪等以兵三十萬柵於縣之西山，複與耿守忠合兵九千擊之，殺八萬餘人，獲馬及資糧甚眾。宋制置使姚古率兵至隆州穀，突合速與拔離速以步騎萬餘禦之。种師中兵十萬據榆次，銀朮可乃召突合速，使中分其兵而還，與活女等合兵八千擊敗之，斬种師中于殺熊嶺。宋將張灝以兵十萬營于文水近郊，複與拔離速擊破之。潞州複叛，宋兵號十七萬，骨赧、突合速、拔離速皆被圍。突合速麾軍士，下馬力戰，遂潰圍而出。
天會四年（1126年）八月第二次伐宋，完顏宗翰命完顏婁室率軍先趨开封。完顏婁室至澤州，突合速、沃魯以五百騎為前驅，往招河陽。先據黃河津，宋兵萬余背水陣，進擊敗之，皆擠于水，遂降河陽。攻陷开封后，諸將西趣陝津，略定河東郡縣。突合速取憲州，遇其援軍，擊敗之，生擒其將。孛堇濃瑰朮魯等攻保德，未下，突合速進兵助擊，梯沖並進，遂克其城。孛堇烏谷攻石州，屢敗，亡其三將，軍士歿者數百人。突合速謂烏穀曰：「敵皆步兵，吾不可以騎戰。」烏穀曰：「聞賊挾妖術，畫馬以系其足，疾甚奔馬，步戰豈可及之。」突合速笑曰：「豈有是耶？」乃令諸軍去馬戰，盡殪之。天會六年（1128年），完顏宗輔駐師鄧州，突合速、耶律馬五、拔離速西取均、房，遂下其城。攻唐、蔡、陳州及潁昌府，皆克之。

## 岳家军
天眷初，除彰德軍節度使。天眷三年（1140年），為元帥左監軍。在郾城、颖昌大战中败于岳飞率领的岳家军。

## 绍兴和议后
皇統八年（1148年），改濟南尹。天德間，封定國公，授世襲千戶。卒，年七十二。正隆二年（1157年），贈應國公。

## 延伸阅读
[在维基数据编辑]
 《金史/卷80》，出自脱脱《遼史》